# Salvador Goldschmied
Sergio Salvador Goldschmied Rodríguez (ur. 19 października 1940) – meksykański judoka. Olimpijczyk z Tokio 1964, gdzie zajął jedenaste miejsce w kategorii plus 80 kg. 
Zdobył cztery medale na mistrzostwach panamerykańskich, srebrny w 1960 i 1965. Mistrz Igrzysk Ameryki Środkowej i Karaibów w 1966 i 1970 roku.
Jego brat Gabriel Goldschmied startował w zapaśniczym turnieju olimpijskim na tych samych igrzyskach, a bratanek José Goldschmied w zawodach w Atenach 2004.

## Letnie Igrzyska Olimpijskie 1964
| Konkurencja | Walki                   | Walki                 | Klas. końcowa |
| Konkurencja | Pierwsza runda          | Druga runda           | Miejsce       |
| ----------- | ----------------------- | --------------------- | ------------- |
| +80 kg      | Huang Yong-Chun (TPE) P | Alfred Rogers (CAN) P | 9.            |